# Marian Philipp
Marian Philipp (ur. 21 lipca 1926 w Jastrzębnikach, zm. 18 listopada 1978) – polski żużlowiec.

## Życiorys
Wychowanek klubu Górnik Rybnik. Przygodę z żużlem zaczynał na maszynach przystosowanych w Okręgu Poznańskim w 1952 roku w barwach Budowlanych II Rybnik. W 1953 roku był już podstawowym zawodnikiem Górnika Rybnik. W klubie tym jeździł w latach 1953–1960. Swój debiut ligowy zaliczył 31.05.1953 roku podczas spotkania Świętochłowic z Rybnikiem. M.Philipp zdobył osiem punktów w tym spotkaniu. Ostatnim spotkaniem tego zawodnika z cyklu Drużynowych Mistrzostw Polski był mecz Rybnika z Tarnowem, który odbył się 25.09.1960 roku. Marian Philipp zdobył w tym meczu 7 punktów. W całym sezonie 1960 roku zawodnik ten zdobył dla swojego klubu 107 punktów co było drugim rezultatem w stosunku do całej drużyny. Pomimo tego był to jego ostatni sezon w karierze. Po zakończeniu czynnej kariery zawodniczej pozostał w Górniku Rybnik jako szkoleniowiec młodych adeptów żużlowych.
Czterokrotny medalista Drużynowych Mistrzostw Polski - trzykrotnie złoty (1956-1958) oraz jednokrotnie srebrny (1959).
Największym sukcesem indywidualnym M. Philippa był awans do Finału Kontynentalnego Mistrzostw Świata w 1957 roku. W sumie trzykrotnie startował w eliminacjach kontynentalnych.
Na szczeblu krajowym największym indywidualnym sukcesem było zwycięstwo w Turnieju o Łańcuch Herbowy Ostrowa w 1957 roku.
Marian Philipp jest dwukrotnym finalistą Indywidualnych Mistrzostw Polski. Najlepszą pozycję zajął w 1957 roku gdzie był siódmy. Dwukrotnie występował w finale Memoriału Alfreda Smoczyka. Czterokrotnie wystąpił w finale Criterium Asów. Najlepsze miejsce zajął w 1959 roku gdzie był czwarty.
Marian Philipp zginął w wypadku drogowym w 1978 roku.

## Osiągnięcia

### Indywidualne mistrzostwa świata na żużlu
| Sezon | Miasto    | Ranga                  | Miejsce | Punkty |
| ----- | --------- | ---------------------- | ------- | ------ |
| 1957  | Wiedeń    | Finał Kontynentalny    | 16      | 0      |
| 1959  | Wiedeń    | Półfinał Kontynentalny | 14      | 3      |
| 1960  | Monachium | Półfinał Kontynentalny | 12      | b.d.   |

Źródło

### Drużynowe mistrzostwa Polski na żużlu- sezon zasadniczy
| Sezon | Klub          | Miejsce | Liga    | Średnia/bg | Średnia/mc | Pkt  | Bonusy | Razem | Komplety    | Biegi | Mecze |
| ----- | ------------- | ------- | ------- | ---------- | ---------- | ---- | ------ | ----- | ----------- | ----- | ----- |
| 1953  | Górnik Rybnik | 5       | I Liga  | 2,200      | 6,400      | 32   | 1      | 33    | 1 - (1 pł.) | 15    | 5     |
| 1954  | Górnik Rybnik | 7       | I Liga  | 2,315      | 6,667      | 120  | 5      | 125   | 3 - (2 pł.) | 54    | 18    |
| 1955  | Górnik Rybnik | 1       | II Liga | b.d.       | b.d.       | b.d. | b.d.   | b.d.  | b.d.        | b.d.  | b.d.  |
| 1956  | Górnik Rybnik |         | I Liga  | 2,268      | 7,714      | 108  | 19     | 127   | 3 - (3pł.)  | 56    | 14    |
| 1957  | Górnik Rybnik |         | I Liga  | 2,322      | 9,692      | 126  | 11     | 137   | 3 - (2 pł.) | 59    | 13    |
| 1958  | Górnik Rybnik |         | I Liga  | 2,361      | 9,929      | 139  | 5      | 144   | 2 - (2 pł.) | 61    | 14    |
| 1959  | Górnik Rybnik |         | I Liga  | 2,120      | 7,846      | 102  | 4      | 106   | 2 - (1 pł.) | 50    | 13    |
| 1960  | Górnik Rybnik | 5       | I Liga  | 1,649      | 7,429      | 104  | 3      | 107   | 2 - (1 pł.) | 57    | 14    |

Podsumowanie wyników w najwyższej klasie rozgrywkowej w Polsce w sezonie zasadniczym:
| Sezony | Średnia/bg | Średnia/mc | Pkt | Bonusy | Razem | Komplety         | Biegi | Mecze |
| ------ | ---------- | ---------- | --- | ------ | ----- | ---------------- | ----- | ----- |
| 7      | 2,213      | 8,033      | 731 | 48     | 779   | 16 - (12 płatne) | 352   | 91    |

Źródło

### Indywidualne mistrzostwa Polski na żużlu
- 1957 – Finał - Rybnik - 7. miejsce – 9 pkt → wyniki
- 1958 - Półfinał - Bydgoszcz - 13. miejsce - 4 pkt
- 1959 – Finał - Rybnik - 11. miejsce – 6 pkt → wyniki
- 1960 - Ćwierćfinał - Gdańsk - 13. miejsce - 3 pkt

Źródło

### Memoriał Alfreda Smoczyka
- 1957 – Leszno - 8. miejsce – 4 pkt → wyniki
- 1958 – Leszno - 9. miejsce – 3 pkt → wyniki

Źródło

### Criterium Asów
- 1953 – Bydgoszcz - 14. miejsce – 3 pkt → wyniki
- 1957 – Bydgoszcz - 8. miejsce – 8 pkt → wyniki
- 1958 – Bydgoszcz - 12. miejsce – b.d. → wyniki
- 1959 – Bydgoszcz - 4. miejsce – 10 pkt → wyniki